# Воинское кладбище «Володарское» (Санкт-Петербург)
Воинское кладбище «Володарское» — кладбище в Петродворцовом районе Санкт-Петербурга. Располагается вблизи Сергиева (бывший п. Володарский), у перекрёстка Красносельского и Волхонского шоссе.

## Описание
На кладбище присутствуют захоронения периодов Гражданской и Великой Отечественной войн.
- Чёрный обелиск с надписью: «Вечная слава героям защитникам Петрограда, павшим в боях за свободу и независимость нашей Родины. 1919 г.» Могила красноармейцев, павших в боях с Либавским полком в 1919 г.
- Захоронения бойцов Либавского полка генерала Юденича (1919 г.)
- Плита в честь защитников Ленинграда в 1941 году: «Здесь захоронены останки советских воинов, павших в боях при защите города Ленинграда в сентябре 1941 г.»
- Обелиск в честь погибших в 1944 году: «Вечная память павшим воинам в Отечественную войну 1941—1944 гг.»

## Объекты культурного наследия
Захоронения, находящиеся на кладбище «Володарское», внесены в Единый государственный реестр объектов культурного наследия (памятников истории и культуры) народов Российской Федерации в качестве памятников истории регионального значения под наименованием «Братская могила погибших в 1919 г. при защите Петрограда от белогвардейских войск Юденича и братская могила советских воинов, погибших в годы Великой Отечественной войны 1941—1945 гг.».

## Фотогалерея

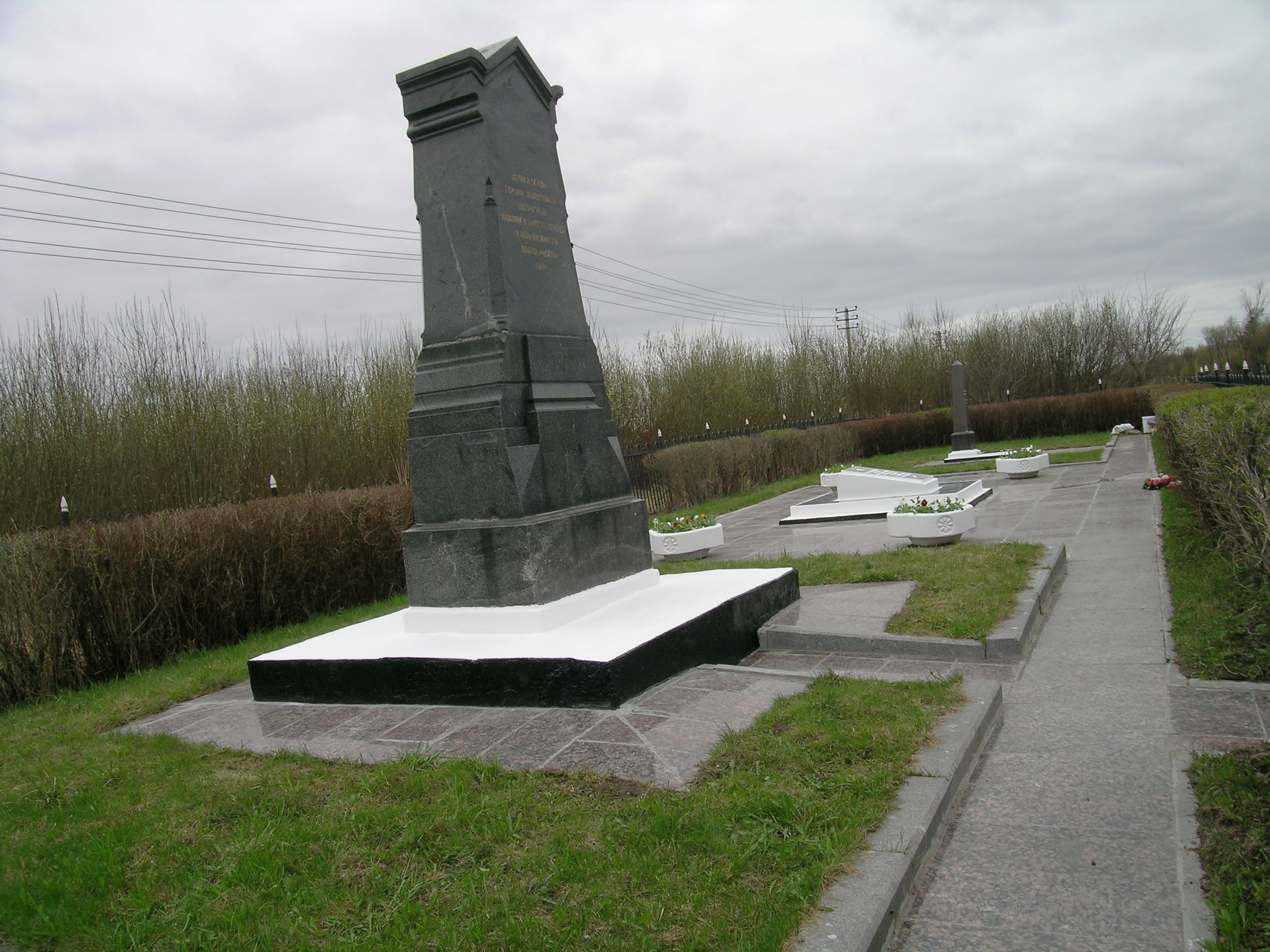
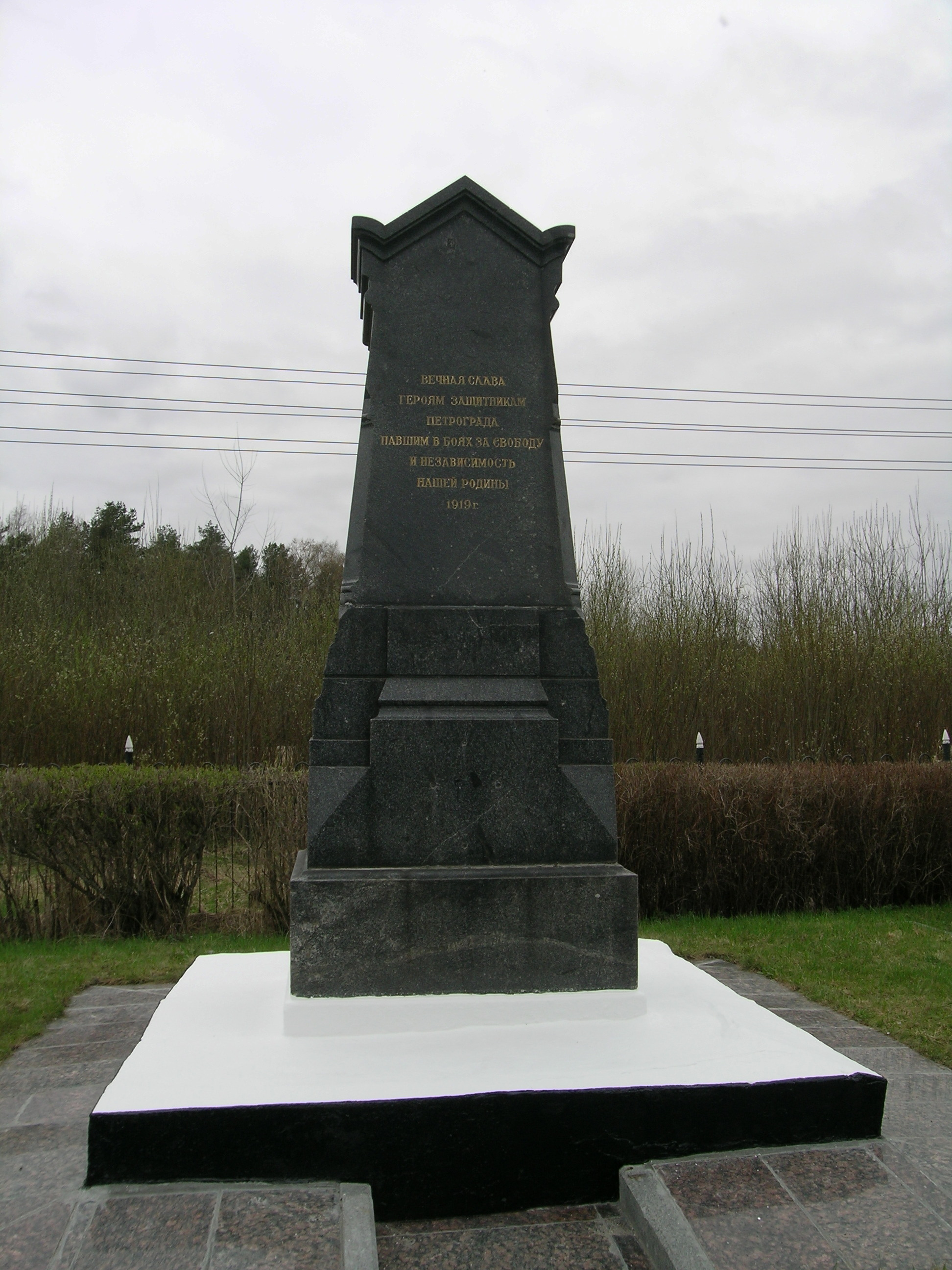
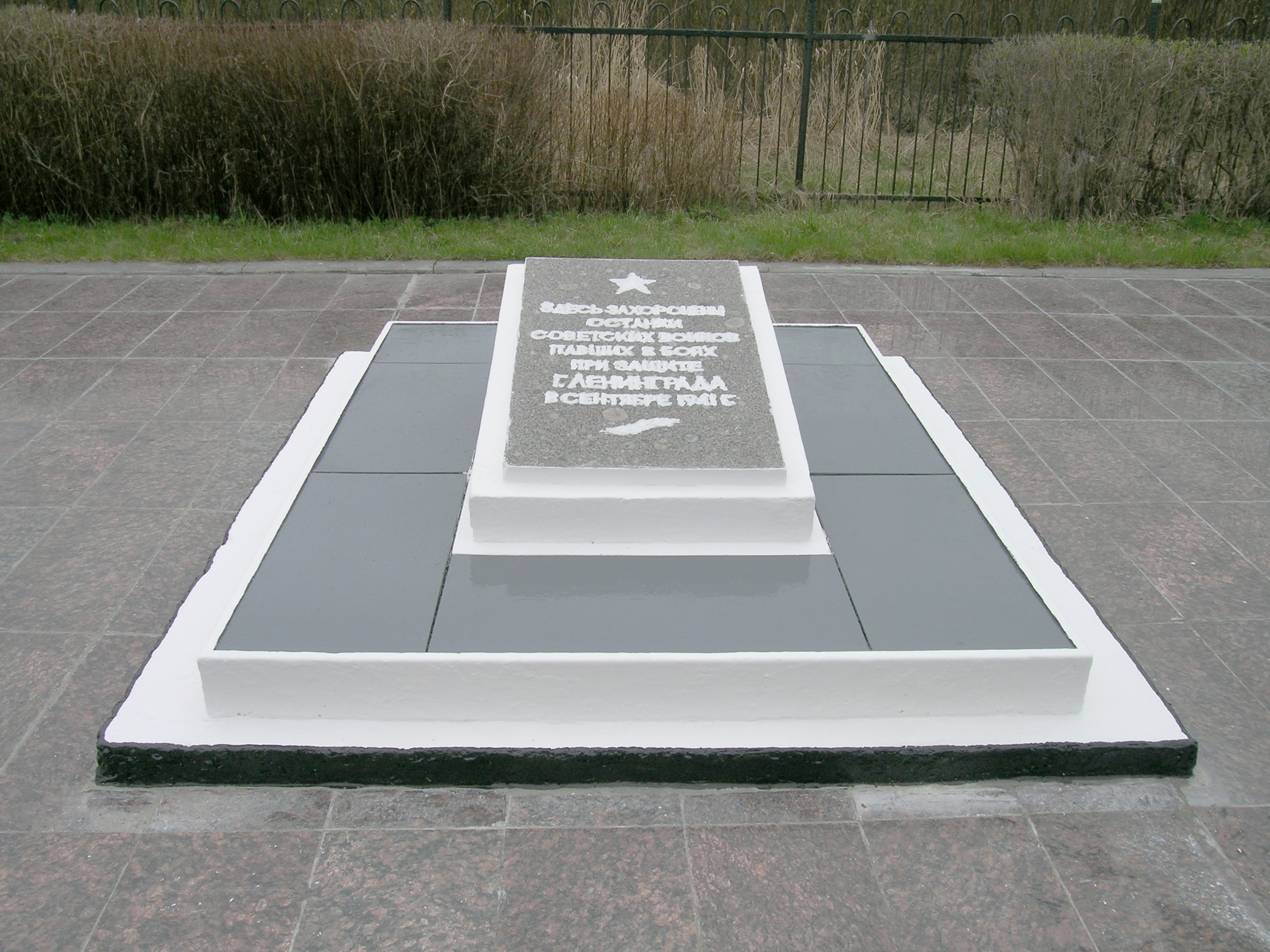
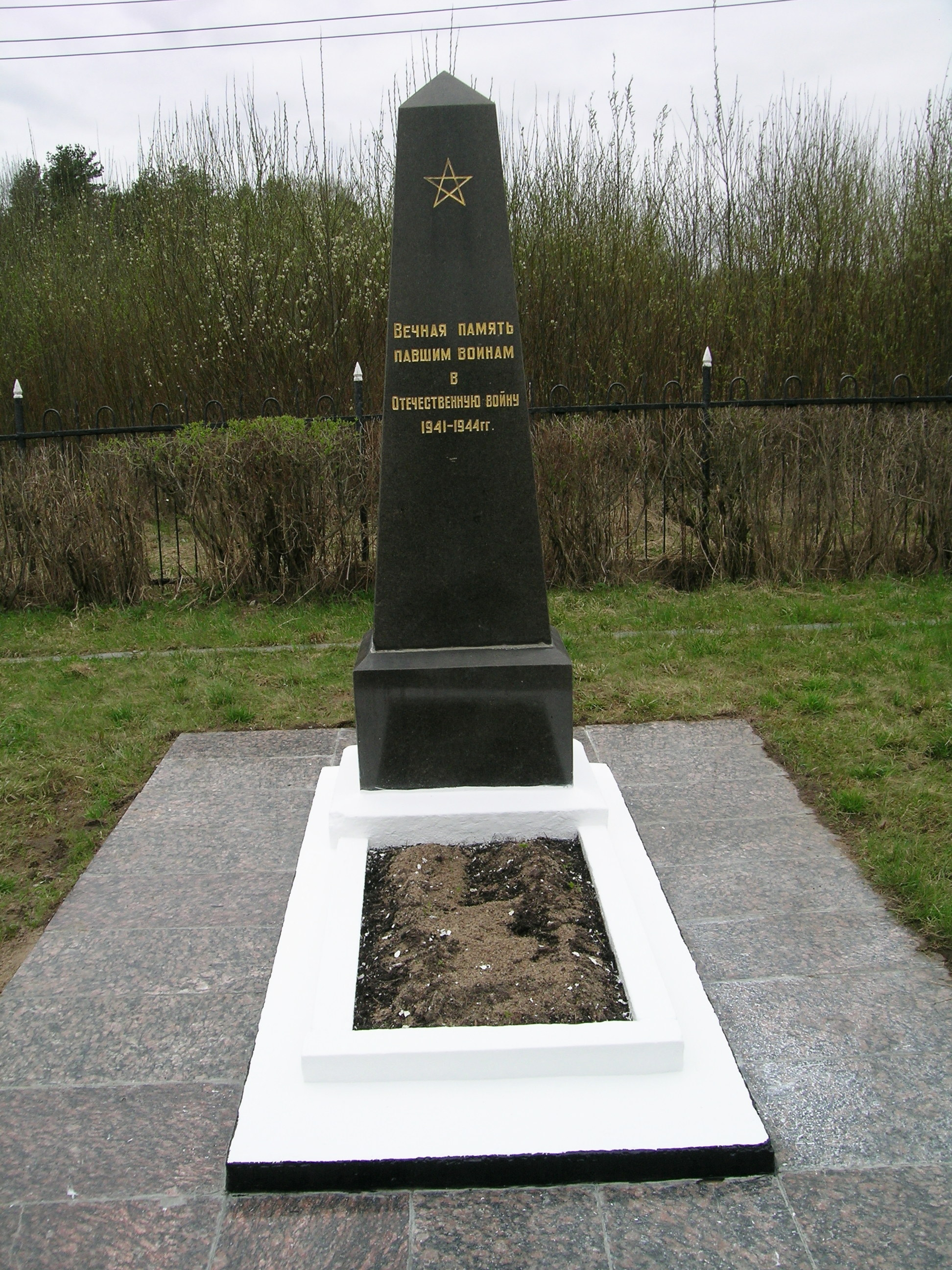
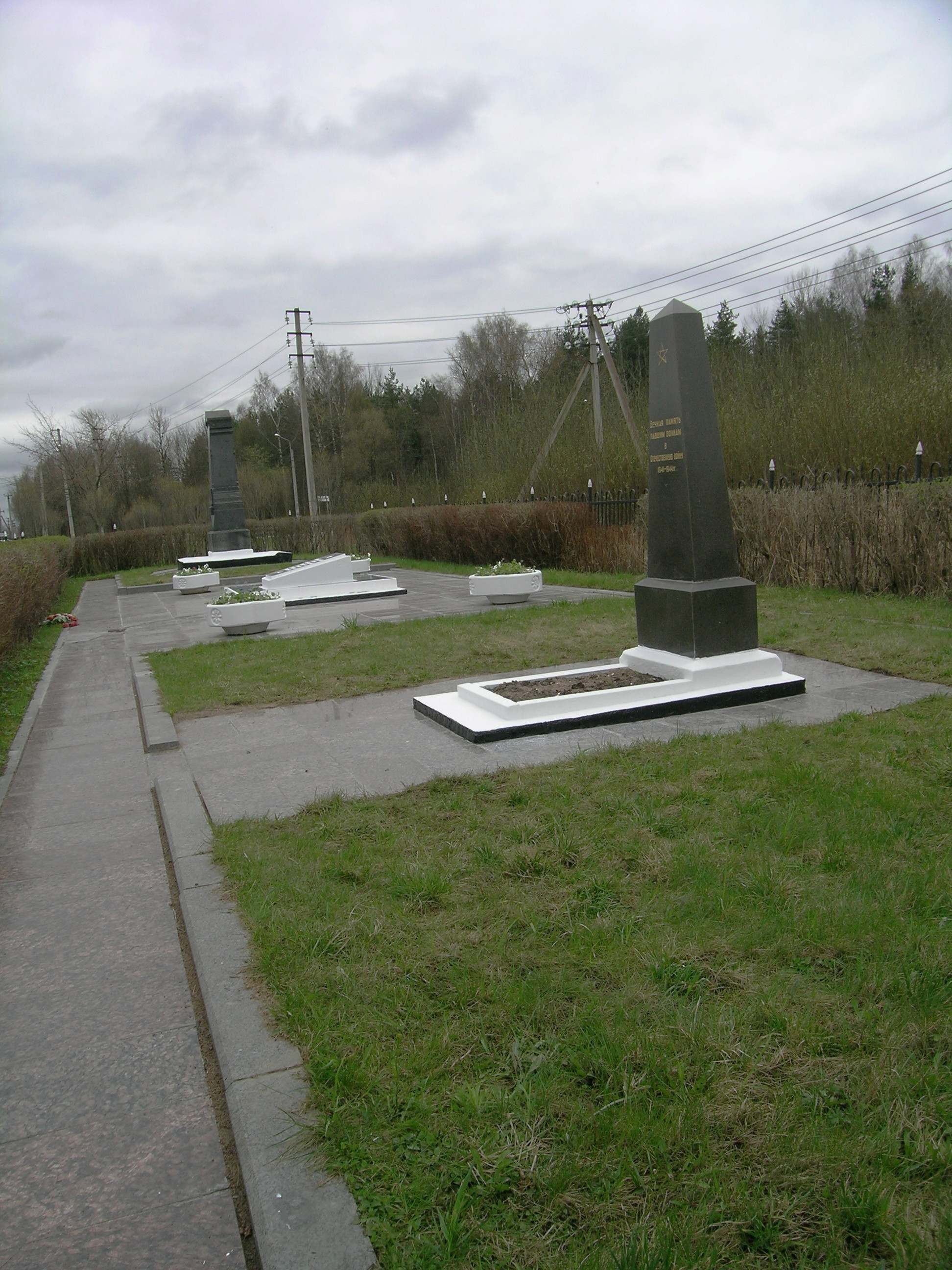
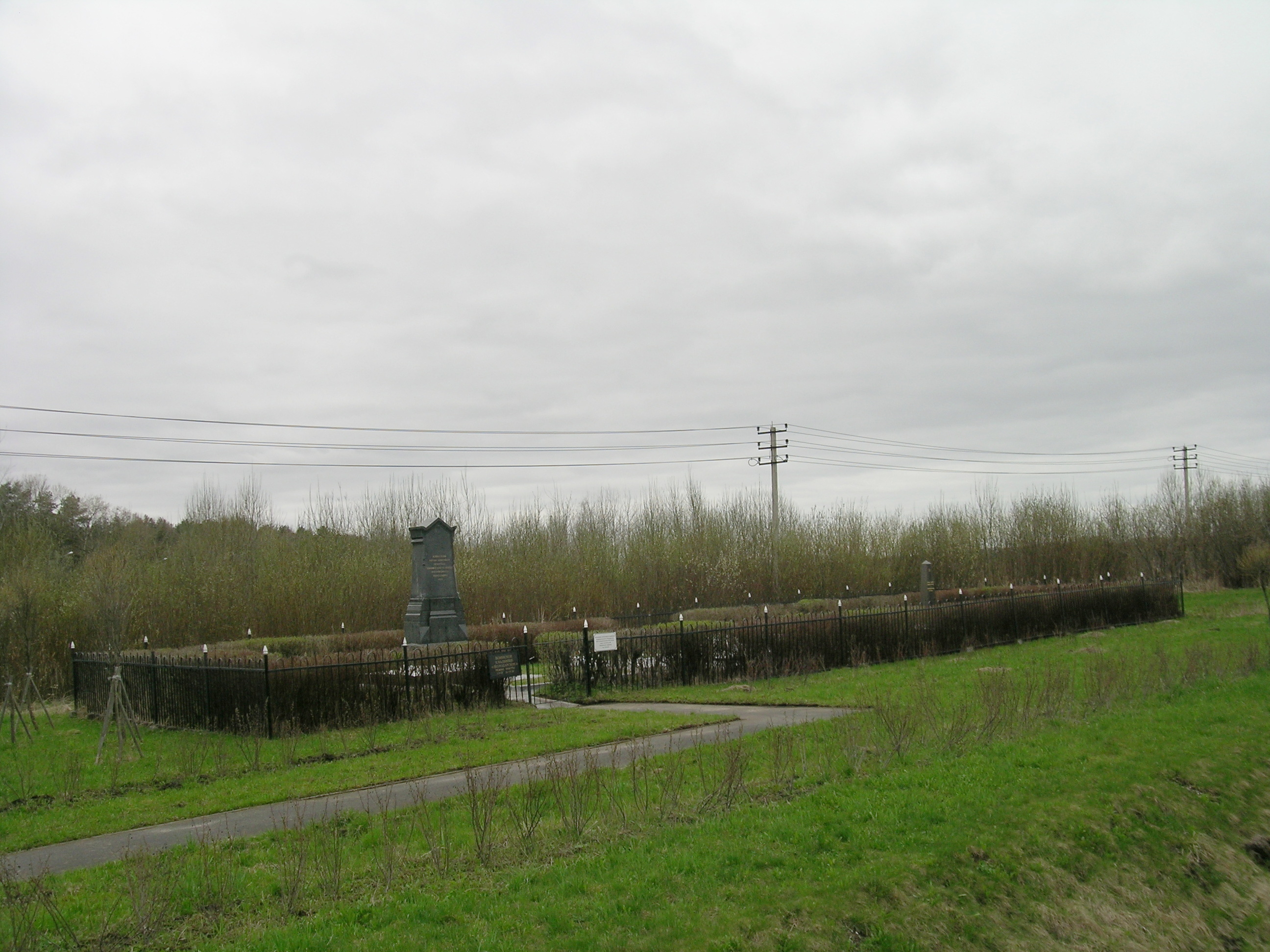